# Weidenau (Freiensteinau)
Weidenau ist ein Ortsteil von Freiensteinau im mittelhessischen Vogelsbergkreis.

## Geographie

### Geographische Lage
Weidenau liegt an den südlichen Ausläufern des Vogelsbergs.

### Nachbarorte
Der Ort grenzt im Norden an den Ort Reichlos, im Osten an die Orte Hauswurz und Kauppen in der Gemeinde Neuhof im Landkreis Fulda in Osthessen, im Süden an den Ort Reinhards und im Westen an den Ort Freiensteinau.

## Ortsgeschichte

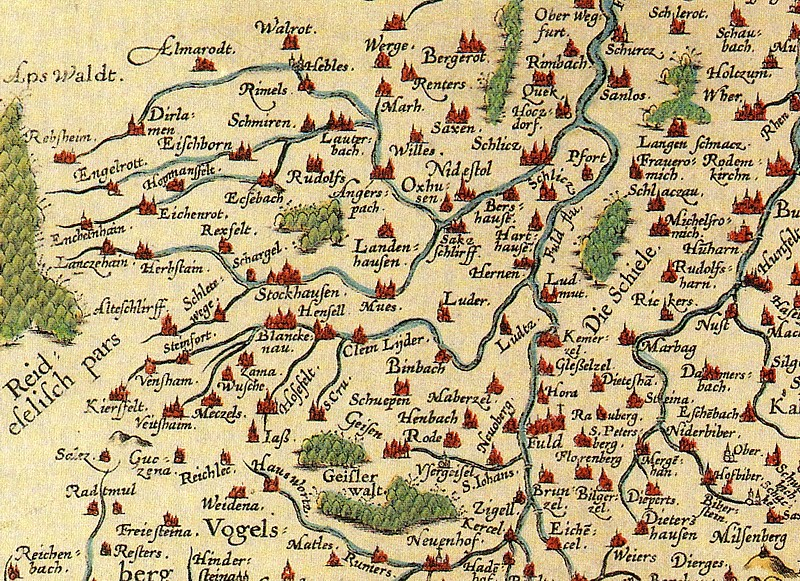
Lage von Weidenau (Weidena) auf einer Kartes des Klosters Fulda von 1574

Die alte Schule ist heute Dorfgemeinschaftshaus

Feuerwehrhaus Weidenau

Das Dorf Weidenau wird 1012 erstmals als „Widenaho“ in einer Schenkungsurkunde Heinrichs II. für das Kloster Fulda erwähnt.
Nach dem Deutschen Bauernkrieg nutzten die Riedesel zu Eisenbach die zwischenzeitliche Schwäche der Fürstabtei und entzogen ihr eigenmächtig die Lehensherrschaft und einen erheblichen Teil ihrer Besitzrechte. Im 16. Jahrhundert besaß das Kloster Neuenberg Zinseinkünfte in den Dörfern Steinfurt, Heistorff, Wünschen-Moos, Bannerod, Weidenau und Schlirf, welche der Fuldaer Fürstabt Johann III. von Henneberg-Schleusingen in mehreren Briefen an alle Riedesel zu Eisenbach anforderte. Das Kloster Neuenberg war während der Bauernkriege zerstört worden.
1787 zählte der Ort zum Amt Uerzell der Fürstabtei Fulda bis zum Ende des Heiligen Römischen Reiches.
1533 hatte der Pfarrer von Freiensteinau wöchentlich eine gestiftete Messe in Weidenau zu zelebrieren. Während der Reformation konnte sich die katholische Konfession behaupten, obwohl die Bevölkerung der Lehre Luthers zugeneigt war.
Am 2. Juni 1718 wird eine Kapelle zu Ehren des heiligen Franziskus und des heiligen Antonius geweiht. Schon vorher hatte es in Weidenau ein katholisches Gotteshaus gegeben, das jedoch dem Dreißigjährigen Krieg zum Opfer fiel. 1812 wurde es Tochterkirche von Hauswurz. Am 24. Mai 1925 wird der Grundstein für die heutige Filialkirche Sankt Maria Rosenkranzkönigin feierlich gelegt. Die Weihe erfolgte unter dem Fuldaer Bischof Joseph Damian Schmitt in 1927.
Die 1000-Jahr-Feier der urkundlichen Ersterwähnung Weidenaus wurde im Jahr 2012 begangen.

## Gebietsreform
Weidenau war bis zur Gebietsreform im Land Hessen eine eigenständige Gemeinde im osthessischen Landkreis Fulda und wurde am 1. August 1972 durch Landesgesetz in die Gemeinde Freiensteinau in den Vogelsbergkreis eingegliedert.

## Religion

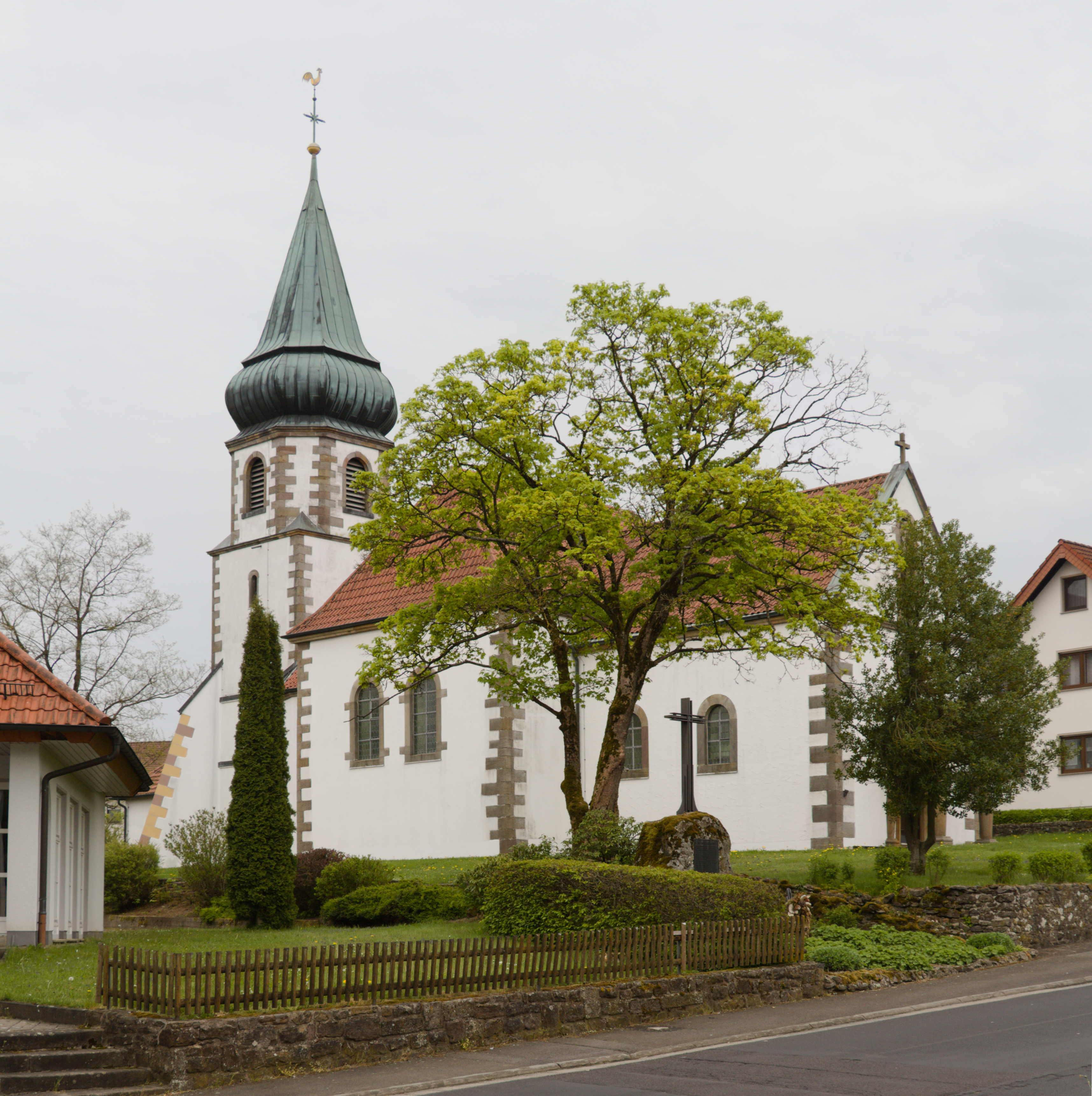
Die Katholische Kirche in Weidenau

Weidenau ist ein Dorf, in dem bereits vor der Gebietsreform in Hessen mehrheitlich katholische Christen lebten und das nach wie vor dem Bistum Fulda zugeordnet ist. Weidenau mit seiner katholischen Filialkirche „Maria Rosenkranzkönigin“ zählt aber weiterhin kirchlich zur Pfarrei „St. Bartolomäus“ in Hauswurz, Gemeinde Neuhof im Landkreis Fulda und wird von dort seelsorgerisch betreut. Das Pfarramt befindet sich in der Taufsteinstr. 2a bei der Pfarrkirche in Hauswurz.

## Politik
Ortsvorsteherin ist Barbara Schad.